# Dzmitry Asipenka
Dzmitry Asipenka (tiếng Belarus: Дзмітрый Асіпенка; tiếng Nga: Дмитрий Осипенко; sinh 12 tháng 12 năm 1982) là một cầu thủ bóng đá Belarus hiện tại thi đấu cho Isloch Minsk Raion.

## Danh hiệu
Shakhtyor Soligorsk
- Vô địch Cúp bóng đá Belarus: 2013–14

Cá nhân
- Vua phá lưới Giải bóng đá ngoại hạng Belarus: 2012